# Conwy bymur
Conwy bymur er en middelalderlig forsvarsmur, der blev bygget omkring byen Conwy i North Wales. Muren blev opført mellem 1283 og 1287 efter Edvard 1. havde grundlagt byen Conwy. De blev designet som en integreret del af byens forsvar sammen med Conwy Castle. Muren er 1,3 km lang og inkluderer 21 tårne og tre portbygninger. Projektet blev udført med en stor mængde arbejdere, der var bragt til stedet fra England, og sammen med borgen kostede muren omkring £15.000, hvilket var en enorm sum for perioden.
Under Glyndwroprøret i 1401, der blev ledet af Owain Glyndŵr, blev de lidt skadede, men politiske ændringer i 1500-tallet reducerede behovet for at vedligeholde forsvarsværkerne omkring bilen. Da man bragt jernbanen til Conwy i 1800-tallet gjorde man det under hensyntagen til muren, og det har været med til at bevare den stort set intakt frem til i dag. Sammen med borgen er det en del af UNESCOs verdensarvsområde, som administreres af Cadw. Historikerne Oliver Creighton og Robert Higham har beskrevet deet som "en af de mest imponerende mure" i Europa.